# 邦霍爾茨巴赫河
49°00′19″N 12°41′53″E / 49.005408°N 12.698043°E
邦霍爾茨巴赫河（德語：Bonholzbach），是德國的河流，位於該國東南部，由巴伐利亞負責管轄，屬於梅納赫河的左支流，河道全長1.4公里，流域面積0.6平方公里。